# Vindeby Gods
Vindeby Gods (ty. Adliges Gut Windeby) er en herregård beliggende syd for Vindeby Nor nær Egernførde i Sydslesvig, tidligere Hertugdømmet Slesvig. Administrativt hører godset under Vindeby Kommune i Rendsborg-Egernførde kreds i den nordtyske delstat Slesvig-Holsten. I kirkelig henseende hører lokaliteten under Borreby Sogn. Godset selv hørte under Jernved godsdistrikt og senere under Egernførde Herred, da Slesvig var dansk.

## Historie
Allerede i 1400-tallet blev landsbyen Vindeby omdannet til et selvstændigt adelsgods af stor omfang. Godset rådede over flere ejendomme i Borreby Sogn, men mistede i tidens løb flere avlsgårde. I 1554 mistede Vindeby gods Mølskov med lidt strøgods i Angel. I 1554 blev Mariedal (Marienthal), 1793 Hoffnungstal og 1823 Friedenstal ophøjet til selvstændige godser. I 1628 afgav Vindeby landsbyen Barkelsby til Himmelmark gods. Fra 1806 fungerede herredsfoged i Hytten Herred som justitiar. I 1853 blev Jernved godsdistrikt opløst og Vindeby kom under det nyskabte Egernførde Herred.
Vindebys hovedbygning blev 1761 ombygget i rokokostil ved Johann Gottfried Rosenberg, således at det H-formede anlæg fremstod med facader inddelt i lisener. Senere ombygninger i 1773 og især i 1858 har dog ændret udtrykket i retning af senklassicisme. I midterfløjen findes elementer fra Rosenbergs bygning, bl.a. panellering og dørstykker (supraporter).
Slægten von Qualen ejede Vindeby fra 1694 til 1797, og slægtens våbenskjold ses på portalen på ladebygningen. Herregården rummer nu et møbelfirma og en café.

## Ejerliste (ikke komplet)
- Theodosius von Brockdorff
- 17??-1767 Otto von Qualen
- 1767-1792 Frederik Christian von Qualen
- 1799-1821 Christian zu Stolberg-Stolberg